# Platygramme fuscescens
Platygramme fuscescens är en lavart som först beskrevs av A. W. Archer, och fick sitt nu gällande namn av A. W. Archer. Platygramme fuscescens ingår i släktet Platygramme och familjen Graphidaceae.   Inga underarter finns listade i Catalogue of Life.